# Willem Kalf

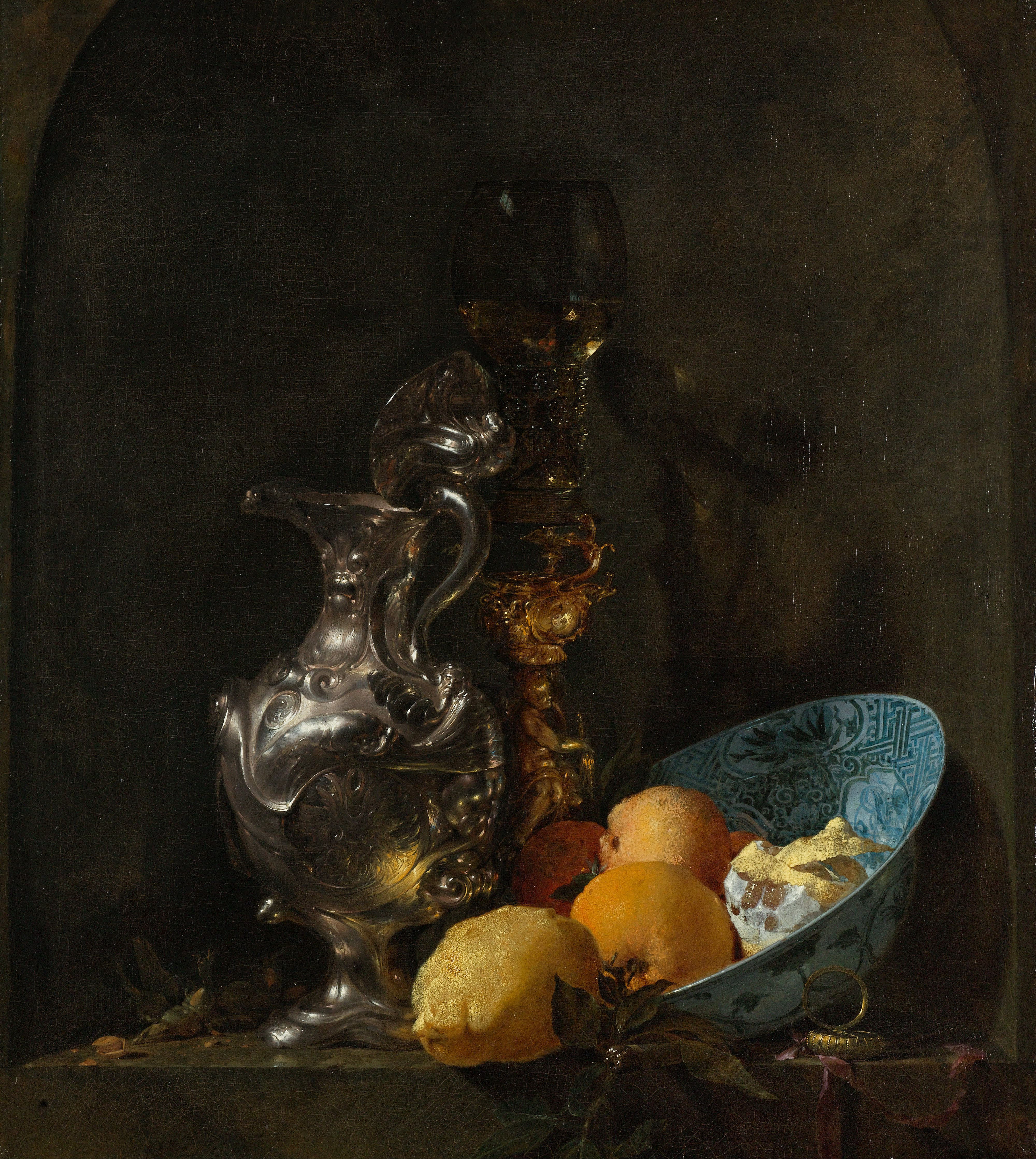
Bodegón con jarra de plata (Rijksmuseum, Ámsterdam).

Willem Kalf (Róterdam, 1619-Ámsterdam, 1693) fue un pintor neerlandés que sobresalió en la pintura de bodegones, género del que es un gran maestro.

## Trayectoria
Su biografía está sumida en interrogantes. Nacido en Róterdam en el seno de una familia adinerada, su padre era comerciante textil. Hay pocas noticias sobre su formación artística. Se creyó que había sido discípulo de Hendrik Gerritsz. Pot, en Haarlem, lo cual actualmente se descarta. En 1642 se le cita en París, en el distrito de Saint-Germain-des-Prés, un lugar de encuentro de artistas flamencos, donde produjo mayormente bodegones de gran tamaño y algunas pequeñas escenas de temas cotidianos en interiores, con los que tuvo mucho éxito y llegó a cotizar altos precios en Francia. 
En el siglo XVIII, artistas como Jean Siméon Chardin y François Boucher compraron sus obras, y algunas veces las reelaboraron. Al mismo tiempo, durante su estancia en París, se dedicó a la creación de naturalezas muertas "suntuosas" (Pronkstilleven), que representan piezas de plata, porcelana, vidrio y preciosas alfombras orientales (Willem sin duda conocía las obras de Jan Davidsz. de Heem en Ámsterdam). Este nuevo género pictórico, poco conocido en Francia, se hizo cada vez más popular y la fama de Kalf creció enormemente, al punto que muchos artistas hicieron copias de sus pinturas. 

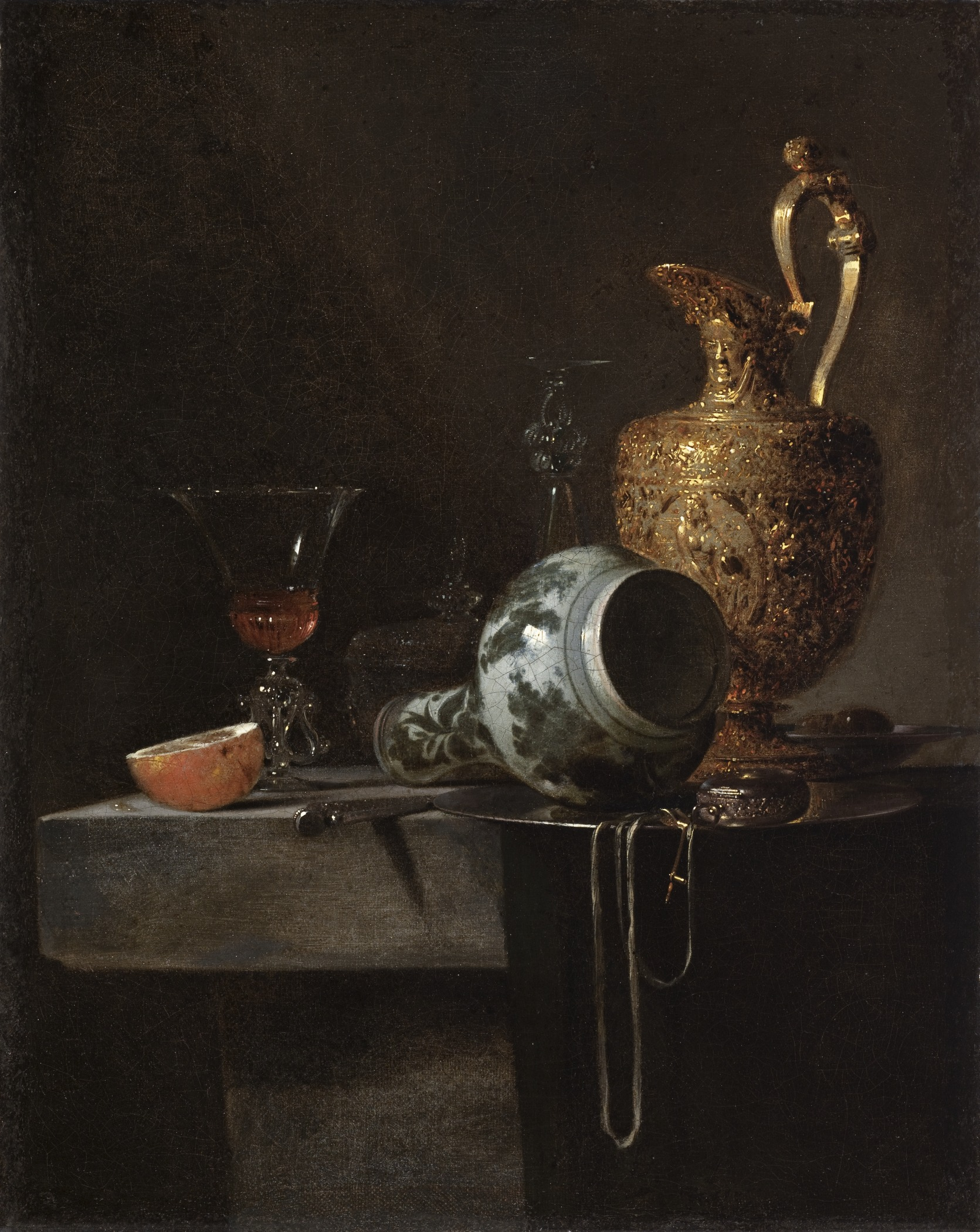
Still Life with a Porcelain Vase, Silver-gilt Ewer, and Glasses LACMA

Después de los grandes éxitos obtenidos en Francia, en octubre de 1646 Kalf decidió regresar a Holanda. Fue primero a Róterdam y luego a Hoorn, donde en 1651 se casó con Cornelia Pluvier, una grabadora y poetisa, quien le dio cuatro hijos. Desde el momento de su regreso a casa no sabemos nada de su actividad artística hasta 1653, cuando se estableció en Ámsterdam, ciudad llena de pintores, marchantes de arte y clientes ricos. En esta ciudad, Kalf reanudó su trabajo. Sus pinturas se hacen más pequeñas y se nota una mejora progresiva en la calidad pictórica. Sus composiciones son cada vez más íntimas y la cantidad de luz menos intensa. Se cree que su actividad artística terminó después de 1680 (último trabajo fechado), pero se dedicó al comercio de obras de arte hasta el último día de su vida. Poco se sabe de su vida privada. No era el dueño de las casas en que vivía y no hay noticias de legados. Probablemente no trabajó mucho y no tenía ambición de riqueza. El 31 de julio de 1693, a la edad de 74 años, tropezó y cayó cerca de su casa. Se arrastró a su casa dolorosamente y se fue a la cama donde murió.

## El señor de la luz
Su producción es relativamente escasa. Entre sus obras más notables se citan: Interior de una cocina (Museo del Louvre de París), Bodegón con jarra de plata (Rijksmuseum de Ámsterdam), Bodegón con copa de nautilus (Museo Thyssen-Bornemisza, Madrid) y Jarrón de Porcelana Chino en el Museo de Indianápolis.
A pesar de los grandes elogios y la notoriedad que tenía en vida, durante la cual sus contemporáneos lo elogiaron en gran medida (incluyendo a Gérard de Lairesse), en el siglo XIX sus obras cayeron en el olvido. Pero después de la restauración de muchas de sus pinturas regresó al centro de atención en el siglo siguiente, tanto como para ser reconocido como uno de los más grandes protagonistas de la naturaleza muerta de su época. En 2007, el Museo Boijmans de Róterdam le dio el reconocimiento merecido con la exposición de cuarenta y una de sus mejores obras, en los salones del Museo Suermondt en Aquisgrán.
Llegó a la cima de su producción artística a partir de 1660, cuando demostró que no sólo era un artista muy experto en el juego de sombras y reflejos de luz, sino que tenía absoluta confianza en el uso del color, como puede verse en su Bodegón con cuerno para beber expuesto en la National Gallery de Londres. Si Jan de Heem puede considerarse un artista más completo, hay que reconocer en Kalf una extraordinaria habilidad para crear efectos de luz, como un gran ilusionista del pincel. 